# Nazionale maschile di calcio dell'Algeria
La nazionale di calcio dell'Algeria (in arabo منتخب الجزائر لكرة القدم‎?), i cui giocatori sono soprannominati "volpi del deserto" (les Fennecs in francese), è la rappresentativa calcistica nazionale dell'Algeria ed è posta sotto l'egida della Fédération Algérienne de Football.
La squadra disputò la sua prima partita il 6 gennaio 1963 contro la Bulgaria, vincendo per 2-1. Precedentemente, a causa anche della mancanza di indipendenza dello stato algerino, non esisteva nessuna rappresentativa ufficiale.
Nella sua bacheca figurano 2 Coppe d'Africa, vinte nel 1990 (nell'edizione giocata in casa) e nel 2019, e una Coppa araba FIFA, vinta nel 2021 con la nazionale B, oltre a una Coppa delle nazioni afro-asiatiche e a un'edizione dei Giochi panafricani. La squadra vanta quattro apparizioni nella fase finale del campionato del mondo (1982, 1986, 2010 e 2014), dove il miglior risultato sono gli ottavi di finale raggiunti al campionato del mondo 2014. Detiene il record di imbattibilità per una nazionale africana, avendo messo a referto 35 risultati utili consecutivi tra il 2018 e il 2022.
Nella classifica mondiale della FIFA, in vigore da agosto 1993, il miglior posizionamento raggiunto dall'Algeria è il 15º posto dell'ottobre 2014, mentre il peggiore è il 103º posto del giugno 2008; occupa il 44º posto della graduatoria.

## Storia

### 1958-1962: la squadra dell'FLN
A causa degli avvenimenti politici del secolo scorso l'Algeria è legata alla Francia ed anche nel calcio si sono sentiti gli effetti di tale situazione.
Nel 1957, quando ormai la guerra in Algeria era iniziata già da tre anni, il Fronte di Liberazione Nazionale volle creare una squadra di calcio in modo tale da esporre la questione algerina sotto gli occhi del mondo. Numerosi calciatori nati in Algeria giocavano già ad alti livelli, come ad esempio Mustapha Zitouni (che ottenne qualche presenza nella nazionale maggiore francese) e Rachid Mekhloufi. Venne così fondata la Équipe du FLN de football, a quel tempo illegale, con sede a Tunisi. Nella squadra giocarono diversi algerini con residenza in Francia che decisero di disertare i propri club. Lo scopo era appunto quello di dimostrare ai francesi che perfino i calciatori professionisti erano disposti a rinunciare al proprio status per la nazione algerina.
La Francia corse ai ripari e chiese e ottenne dalla FIFA un divieto di farla giocare. Nonostante questo impedimento, la squadra riuscì a fissare un tour mondiale, ricevendo il consenso di ben 80 squadre in varie parti del mondo.
La prima partita si svolse proprio in Tunisia il 1º giugno 1957 contro il paese ospitante e vide la vittoria degli algerini (4-1). In totale furono programmate 83 partite ma ne vennero disputate 58.
Dopo l'indipendenza algerina del 1962, la squadra venne sciolta per far posto ufficialmente alla nazionale di calcio algerina.

### 1962-1974: gli inizi

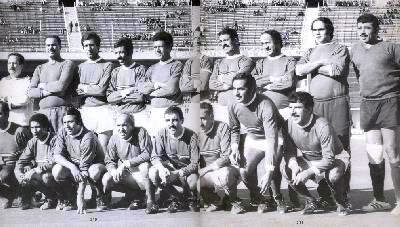
La selezione FLN nel '74

Dopo l'indipendenza acquisita nel 1962, la federcalcio algerina si affiliò ufficialmente alla FIFA nel 1964 e divenne membro della CAF lo stesso anno.
Disputò la sua prima partita ufficiale il 6 gennaio 1963 contro la Bulgaria e la vinse anche grazie ad un giocatore dell'FLN, Mustapha Zitouni.
La prima vittoria importante arriva nel 1964 contro la Germania Ovest (2-0), che sarà poi finalista perdente del campionato del mondo 1966 contro l'Inghilterra padrona di casa.
Nel 1965 avrebbe potuto partecipare alle gare di qualificazioni per il campionato del mondo 1966, ma, per decisione comune di tutte le squadre africane e asiatiche, non le disputò. Il motivo fu la scarsa considerazione che nutriva allora la FIFA per il calcio extra-europeo (per le nazionali di Asia e Africa vi era allora un solo posto nella fase finale, condiviso).
Nel 1965 disputò un'amichevole a Orano, persa per 3-0 contro il Brasile campione del mondo in carica.
Sempre nello stesso anno partecipò alla sua prima manifestazione ufficiale, vale a dire i Giochi panafricani. Qui l'Algeria riuscì ad arrivare in finale, dove perse contro la Costa d'Avorio.

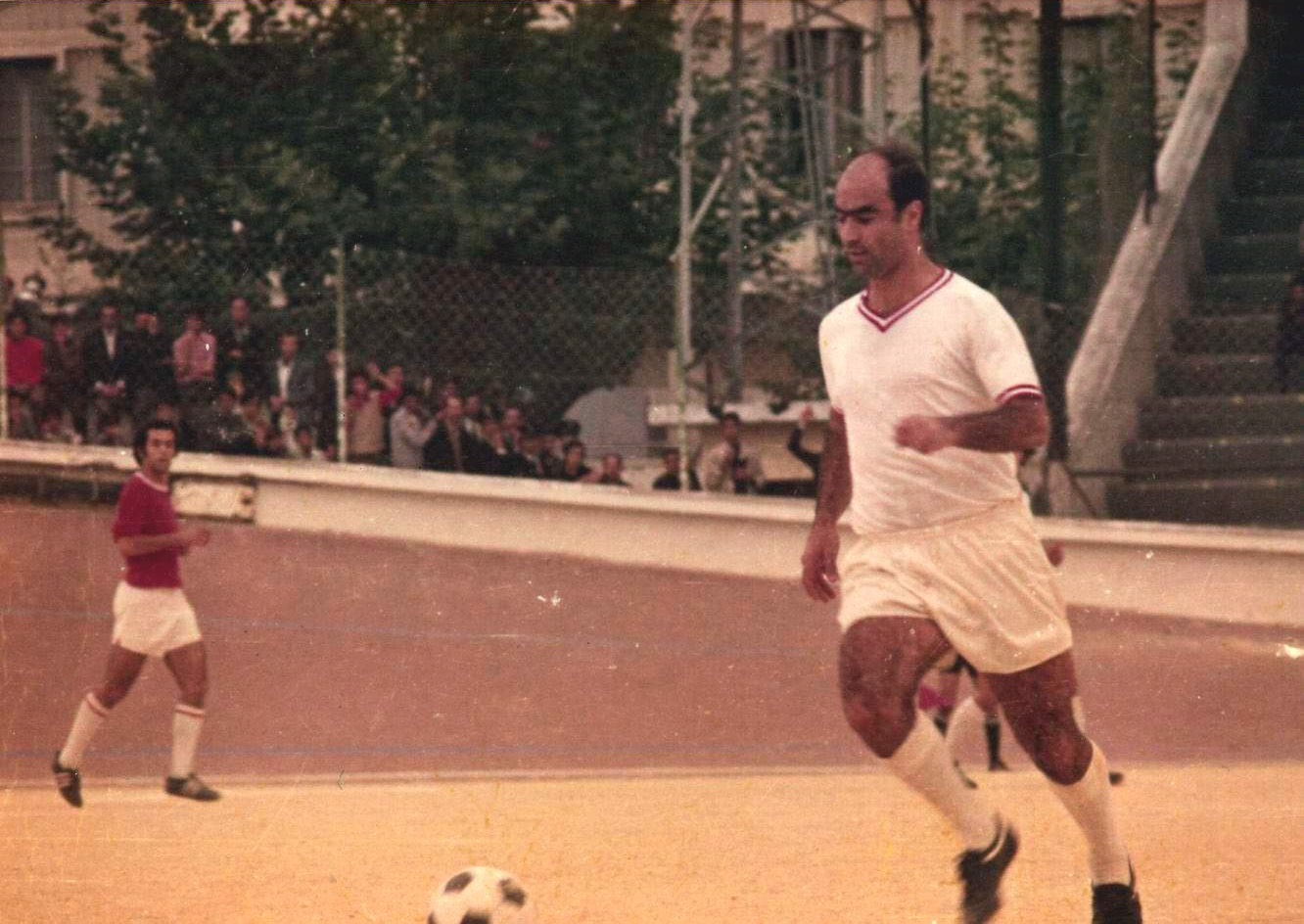
Hassen Lalmas con il suo club, il CR Belouizdad

Guidata da Hassen Lalmas, leader della squadra, nel 1967, riuscì a qualificarsi alla Coppa d'Africa 1968: nella prima partita del girone fu sconfitta per 3-0 dalla Costa d'Avorio, per poi rifarsi nel secondo match con l'Uganda, dove Lalmas segnò una storica tripletta. Infine nell'ultimo e decisivo match gli africani non riuscirono a qualificarsi, perdendo 3-1 contro l'Etiopia, nazionale del paese ospitante il torneo.
Sempre nello stesso anno gli algerini parteciparono alle gare di qualificazione per il campionato del mondo 1970, ma persero contro la Tunisia e mancarono la qualificazione. Fallirono anche l'approdo alla Coppa delle nazioni africane 1970 e all'edizione del 1972.
Il 17 agosto 1973 l'Algeria scrisse una pagina della sua storia di calcio, vincendo per 15-1 contro lo Yemen del Sud. È tuttora la miglior vittoria della nazionale algerina.
Nel 1974 fallì nuovamente l'approdo sia alla Coppa del mondo, mancando la qualificazione a Germania Ovest 1974, oltre a fallire la qualificazione alla Coppa delle nazioni africane 1974.

### 1975-1990: la generazione d'oro
Nel 1975 l'Algeria ospitò i Giochi del Mediterraneo. Tutta l'attenzione si spostò così verso la nazionale olimpica. Gli algerini riuscirono a sconfiggere la Francia per 3-2 in finale. Naturalmente la cosa destò scalpore, al punto da assurgere e motivo di riscatto e orgoglio nazionale per la superiorità mostrata nei confronti della ex potenza coloniale.
In un'amichevole con lo Sheffield United per la prima volta si iniziò a sentire il coro che diventerà poi una sorta di inno per la squadra, vale a dire "One, Two, Three... Viva l'Algérie".
Nell'aprile 1976 l'Algeria superò il primo turno eliminatorio per la qualificazione al campionato del mondo 1978 contro la Libia (1-0 ad Algeri e 0-0 a Tripoli), ma al secondo turno, nel febbraio 1977, fu eliminata dalla Tunisia (2-0 per i tunisini a Tunisi e 1-1 ad Algeri).
Negli anni successivi i risultati sportivi furono molto scarsi. Ciò fu dovuto anche alla scarsità di strutture adeguate. L'allora presidente Houari Boumedienne decise così di applicare una riforma nello sport nelle principali squadre di club algerine. In questo modo la nazionale poté disporre di forze nuove.
Nel 1978, come successo già nel 1975, per lasciar spazio ai giochi panafricani la nazionale maggiore non disputò nessun incontro. La squadra olimpica riuscì a vincere la finale contro la Nigeria per 1-0. Tuttavia, ai Giochi del Mediterraneo dell'anno successivo non riusciranno a mantenere il titolo di campioni, venendo eliminati in semifinale dalla Jugoslavia.
Qualificatasi alla Coppa d'Africa 1980 (ben 12 anni dopo l'ultima apparizione), l'Algeria riuscì ad arrivare per la prima volta nella sua storia fino in finale dopo aver vinto in semifinale contro l'Egitto per 6-4 ai tiri di rigore e aver superato come prima classificata un girone con Marocco, Ghana e Guinea. La finale vide la vittoria della Nigeria, nazionale del paese ospitante la manifestazione, per tre reti a zero.
Nello stesso anno gli algerini parteciparono alle Olimpiadi di Mosca, dove superarono un girone con Spagna, Siria e Germania Est, ma furono eliminati dalla Jugoslavia, stavolta ai quarti di finale.
Dopo la finale raggiunta in Coppa d'Africa, attorno agli algerini si erano create molte aspettative per la qualificazione ai Mondiali del 1982, che puntualmente giunse nel 1981 battendo, tra le varie squadre, perfino la Nigeria, che pure aveva nettamente battuto gli algerini nella finale di Coppa d'Africa di pochi mesi prima. Sempre nello stesso anno l'Algeria riuscì a qualificarsi per la Coppa d'Africa 1982 vincendo agilmente contro il Burkina Faso per 7-0. L'Algeria riuscì a raggiungere la semifinale, dove fu eliminata dal Ghana dopo i tempi supplementari e successivamente perse anche la finale per il 3º posto contro lo Zambia, giungendo quindi al quarto posto.

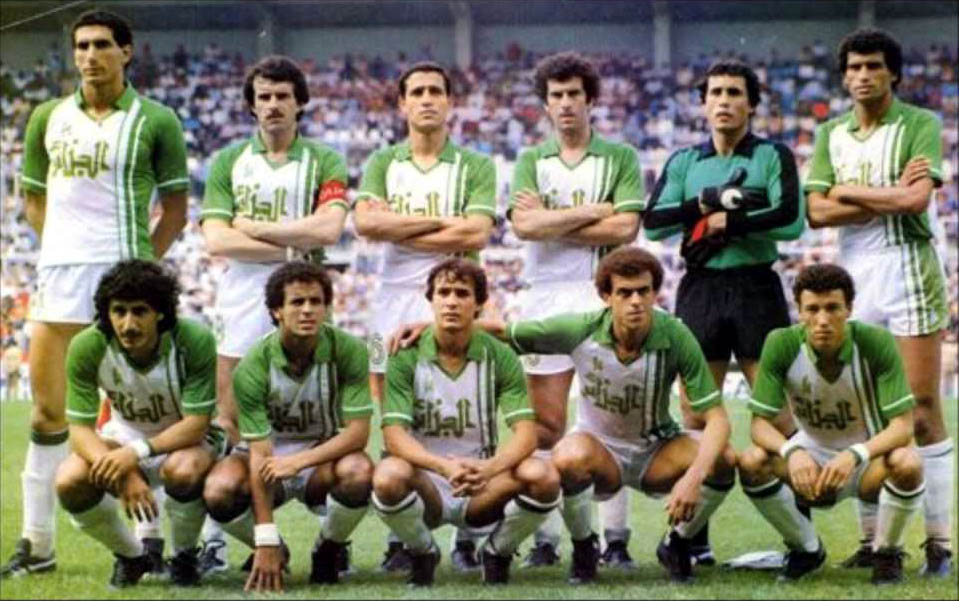
La nazionale algerina che affrontò l' a

La prima partecipazione dell'Algeria ad un mondiale, a Spagna 1982, è da ricordare: l'équipe d'Algérie aveva clamorosamente sconfitto per 2-1 la Germania Ovest, una delle grandi favorite, grazie alle ottime prestazioni di Rabah Madjer, Lakhdar Belloumi, Mustapha Dahleb e Salah Assad. Nello stesso girone eliminatorio aveva perso con l'Austria (0-2), ma aveva sconfitto il Cile per 3-2. L'incontro Germania Ovest-Austria divenne così decisivo per le sorti dell'Algeria, poiché l'unico risultato che avrebbe potuto eliminare gli africani e qualificare entrambe le europee era l'1-0 a favore dei tedeschi. E così fu: Germania Ovest-Austria 1-0.
Questo risultato destò non poche polemiche perché parso combinato, al punto che il match verrà definito dalla stampa "Vergogna di Gijón" (o "Patto di non belligeranza di Gijón"). I tedeschi, infatti, segnarono subito (all'11º minuto con Hrubesch) e da allora si smise di giocare, con le due squadre che continuarono a fare melina a metà campo fino alla fine della partita. Da quel mondiale la FIFA decise che le ultime due partite di ciascun girone andassero giocate in contemporanea.
In occasione di quel girone del Campionato mondiale di calcio 1982, inoltre, l'Algeria divenne la prima (e ad oggi unica) Nazionale nella storia ad essere eliminata alla fase a gironi di un Mondiale nonostante avesse vinto 2 partite su 3.
Nel 1984 l'Algeria giunse al terzo posto nella Coppa d'Africa vincendo la finale di consolazione contro l'Egitto per 3-1.
Nella Coppa d'Africa successiva, ovvero quella del 1986, la squadra algerina non lasciò alcun segno venendo eliminata al primo turno.
Qualificatasi anche al mondiale messicano del 1986, la nazionale algerina non riuscì a ripetere i fasti del 1982 e terminò il proprio girone con un solo punto: infatti pareggiò con l'Irlanda del Nord (1-1) ma perse contro il Brasile (1-0) e la Spagna (3-0). L'unica rete algerina venne realizzata da Djamel Zidane.
Nel 1988 giunse nuovamente terza in Coppa d'Africa, questa volta sconfiggendo nella finale di consolazione il Marocco ai tiri di rigore per 4-3.
Nel 1990 l'Algeria ospitò la Coppa delle nazioni africane. Debuttò il 2 marzo 1990 contro la Nigeria, vincendo per 5-1. Successivamente vinse per 3-0 contro la Costa d'Avorio e per 2-0 contro l'Egitto, qualificandosi così per le semifinali. Qui sconfiggerà il Senegal per 2-1, giungendo in finale. Davanti a uno stadio gremito di 100.000 persone, Chérif Oudjani segnerà l'unica rete contro la Nigeria (già incontrata ai gironi) che permetterà all'Algeria di alzare il suo primo trofeo davanti al suo pubblico. Djamel Menad fu il capocannoniere di quel torneo, con 4 reti.

### 1990-2007: la sterilità del calcio algerino
Nonostante la grande forza dimostrata in patria, che permise ai nordafricani di vincere per la prima volta la Coppa d'Africa, la squadra mancò la qualificazione al mondiale di Italia 1990. Vinto il girone con Costa d'Avorio e Zimbabwe (la Libia si ritirò), perse infatti il play-off contro l'Egitto, che nel novembre 1989 si impose per 1-0 al Cairo dopo lo 0-0 del mese precedente a Costantina.
Nel 1991 l'Algeria riuscì a vincere la Coppa delle nazioni afro-asiatiche grazie alla regola dei gol in trasferta, battendo in casa l'Iran per 1-0 dopo la sconfitta per 2-1 subita a Teheran.
Nel 1992 l'Algeria deluse in Coppa d'Africa perdendo per 3-0 con la Costa d'Avorio e pareggiando per 1-1 con la Rep. del Congo, risultati che non permisero alla squadra di superare il girone. Nell'edizione successiva, quella del 1994, la formazione algerina fu punita con l'estromissione dal torneo dalla CAF per aver schierato un giocatore squalificato.
Fallì pure la qualificazione al campionato del mondo 1994 a favore della Nigeria. Questa sconfitta sarà la fotografia del calcio algerino nel decennio successivo. A causa del terrorismo e dell'instabilità politica che colpì il paese, infatti, anche il calcio e tutti gli altri sport ne avrebbero risentito. Nel 1996 l'Algeria riuscì a qualificarsi ai quarti di finale di Coppa d'Africa superando un girone con Zambia, Sierra Leone e Burkina Faso, ma uscì ai quarti, sconfitta dal Sudafrica, paese ospitante, per due reti a uno. Si qualificò anche all'edizione del 1998 e giunse ultima nel proprio girone dopo aver perso tutti e tre gli incontri, con Guinea (0-1), Burkina Faso (1-2) e Camerun (1-2). Fallì poi ancora una volta la qualificazione al mondiale, venendo eliminata nelle qualificazioni africane a Francia 1998.
Qualificatasi per la Coppa d'Africa 2000, riuscì nuovamente a superare il girone di prima fase pareggiando con la RD del Congo (0-0) e il Sudafrica (1-1), ma vincendo contro il Gabon (3-1). Proprio come nel 1996, però, l'Algeria si arrese ai quarti di finale, perdendo per 3-0 con il Camerun. Nel 2002 l'Algeria si dimostrò compagine solida nel panorama del calcio africano, poiché partecipò nuovamente alla Coppa delle nazioni africane. Non fallisce, infatti, la qualificazione alla manifestazione dal 1978 (se si esclude la squalifica del 1994). Tuttavia non riuscì ad ottenere grandi risultati nemmeno questa volta, uscendo ancora una volta ai gironi con un solo punto ottenuto, con la Liberia (2-2) all'ultimo minuto. La squadra nordafricana non fu in grado di qualificarsi per il mondiale nippo-coreano del 2002.
Nell'edizione del 2004 della Coppa d'Africa, organizzata dalla Tunisia, l'Algeria vide la grande possibilità per disputare un grande torneo vista la vicinanza tra i due paesi africani, ma ancora una volta fu eliminata ai quarti di finale, questa volta dal Marocco (3-1 dopo i tempi supplementari). Non fu capace di qualificarsi per il mondiale tedesco del 2006.
Il 5 giugno 2007 giocò un'amichevole di lusso con l'Argentina al Camp Nou di Barcellona, perdendo per 4-3 (doppiette di Nadir Belhadj e Lionel Messi; altri gol di Antar Yahia, Esteban Cambiasso e Carlos Tévez).

### 2007-2010: la rinascita
L'allenatore Jean-Michel Cavalli fallì la qualificazione alla Coppa d'Africa 2008. Si decise, quindi, di puntare per la quinta volta su Rabah Saâdane, già CT del 1982 e 1986.
Nel primo turno delle qualificazioni al campionato del mondo 2010 la squadra nordafricana non impressionò e perse per 1-0 a Dakar con il Senegal. Vinse poi per 3-0 con la Liberia e ottenne un risultato positivo e uno negativo con il Gambia (1-0; 0-1). Si aggiudicò quindi l'incontro con il Senegal (3-2) e pareggiò con la Liberia (0-0). Con questi risultati positivi, e complice anche il buon gioco espresso dalla squadra, il pubblico iniziò a ritrovare l'amore per la nazionale e a riporre maggiore fiducia nella squadra. Grazie ai buoni risultati ottenuti l'Algeria tornò finalmente tra le prime 20 nazioni africane della classifica mondiale della FIFA.
Nel secondo turno di qualificazione, valido sia per il campionato del mondo 2010 che per la Coppa d'Africa 2010, les Fennecs furono sorteggiati nel gruppo C insieme ad Egitto, Zambia e Ruanda. Iniziarono con un pareggio proprio con quest'ultima squadra (0-0 a Kigali).
Il 7 giugno 2009 batterono ad Algeri l'Egitto, testa di serie e favorito per la vittoria del girone, per 3-1 (60' Matmour, 64' Ghezzal, 70' Djebbour, 86' Abouterika). Il 20 giugno sconfissero anche lo Zambia in trasferta per due reti a zero. Fu la prima vittoria algerina in trasferta dopo oltre 5 anni.
Il 12 agosto 2009 l'Algeria giocò un'amichevole di lusso, in casa contro l'Uruguay, imponendosi per 1-0.
Il 6 settembre 2009, nella quarta giornata delle qualificazioni, l'Algeria batté lo Zambia per 1-0. Con questa situazione, e grazie ai risultati degli altri campi, si trovò in una posizione di vantaggio, essendo prima in classifica nel girone con 3 punti di vantaggio sulla diretta avversaria, vale a dire l'Egitto. L'11 ottobre 2009 tocca al batté il Ruanda per tre reti ad una, ma durante la partita l'arbitro non convalidò un gol regolare agli algerini, sebbene la palla fosse entrata in porta di oltre un metro.

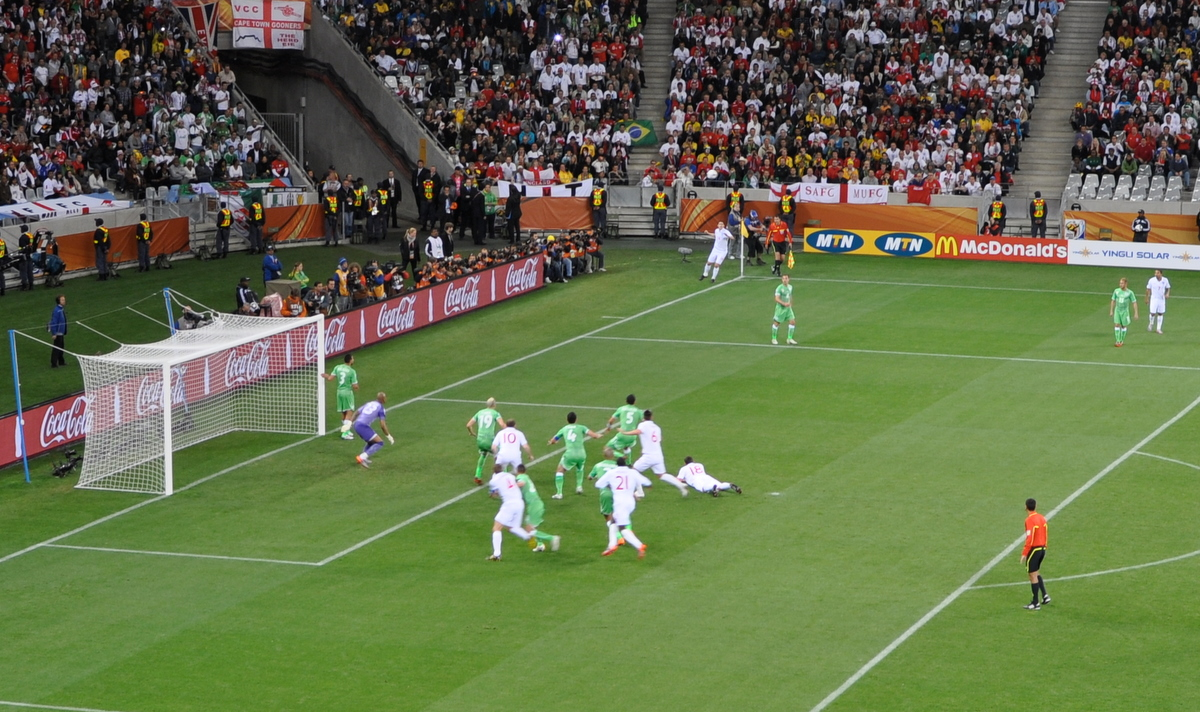
L'Algeria (in verde) in campo contro l' nella seconda giornata della fase a gironi del mondiale di (0-0)

Il 14 novembre 2009 si giocò l'ultima partita del girone, nonché quella decisiva ai fini della qualificazione, tra Algeria ed Egitto. L'Algeria comandava il girone con 13 punti, mentre gli egiziani rincorrevano a quota 10 punti. Solo una vittoria con più di due reti di scarto avrebbe permesso all'Egitto l'accesso diretto alla Coppa del mondo di Sudafrica 2010, mentre in caso di 2-0 si sarebbe dovuto ricorrere ad uno spareggio, in quanto le due squadre avrebbero avuto lo stesso numeri di punti, gol realizzati e gol subiti. Il risultato della partita fu proprio questo: Egitto-Algeria 2-0. Con questo punteggio si dovette ricorrere allo spareggio, che si svolse il 18 novembre 2009 a Khartoum, in Sudan, e che vide l'Algeria vincere per 1-0. La nazionale algerina si qualificò così per un mondiale per la terza volta nella sua storia, dopo l'ultima apparizione risalente a 24 anni prima in Messico.
Dopo l'impresa contro l'Egitto, l'Algeria fu chiamata a disputare la Coppa d'Africa 2010, in programma in Angola: ma nonostante ci si aspettasse una facile vittoria algerina contro il modesto Malawi, quest'ultimo vinse con un clamoroso 0-3. L'Algeria riuscì lo stesso a superare il girone eliminatorio come seconda classificata, vincendo contro il Mali (0-1) e pareggiando senza reti con l'Angola, nazione ospitante. Giunti ai quarti di finale, il 24 gennaio 2010 gli algerini riuscirono nell'impresa di battere per 3-2 dopo i tempi supplementari la favorita del torneo, la Costa d'Avorio, ma in semifinale persero per 4-0 contro l'Egitto in una partita molto discussa dal punto di vista arbitrale (ben 3 espulsioni per gli algerini). Conclusero il torneo al 4º posto, dopo aver perso la finale per il terzo posto con la Nigeria (1-0).
Al mondiale del 2010 in Sudafrica l'Algeria fu sorteggiata nel gruppo C, insieme ad Inghilterra, Stati Uniti e Slovenia.
In preparazione al mondiale, gli algerini disputarono diverse amichevoli, con risultati tuttavia disastrosi (Algeria-Serbia 0-3, Irlanda-Algeria 3-0). L'unica vittoria arrivò contro gli Emirati Arabi Uniti per 1-0, anche se non convinse del tutto, dato che fu ottenuta solo grazie ad un gol su calcio di rigore.
Nella fase finale del mondiale 2010 gli algerini uscirono nella fase a gironi, dopo aver perso all'esordio contro la Slovenia (0-1), pareggiato contro l'Inghilterra (0-0) e perso all'ultimo minuto contro gli Stati Uniti (0-1).

### 2011-2014: l'era Halilhodžić

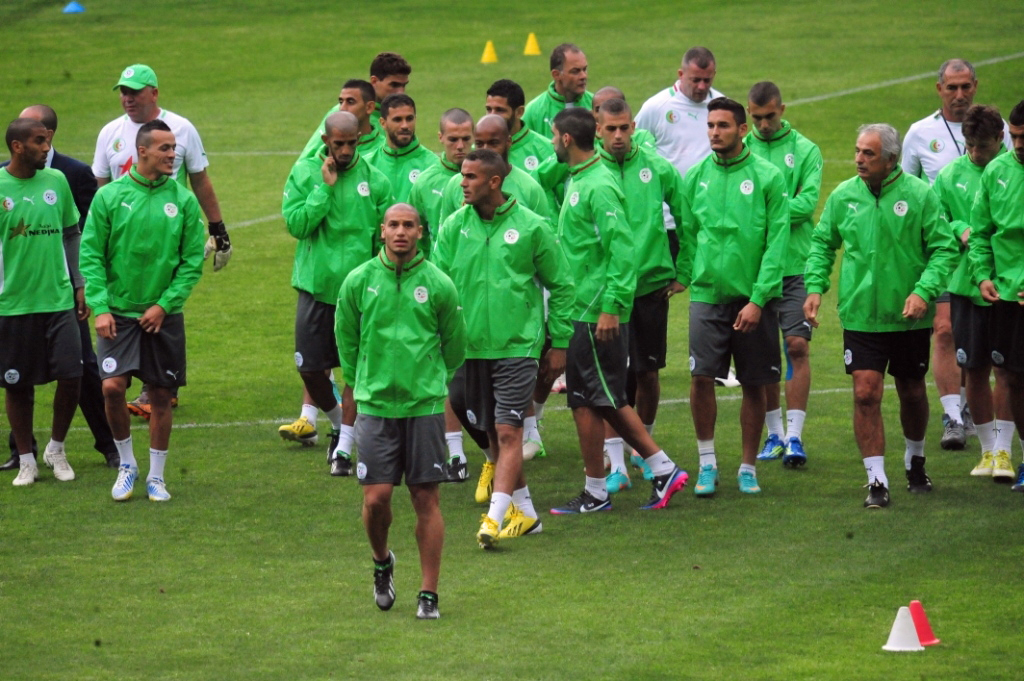
Allenamento della nazionale algerina con Vahid Halilhodžić (2013)

Nel post-mondiale l'Algeria continuò a non vincere e per questo l'allenatore Rabah Saâdane fu esonerato e sostituito da Abdelhak Benchikha, il quale però non riuscì a risollevare gli algerini, che vivevano una crisi soprattutto per quanto concerne il reparto offensivo. Il culmine del periodo buio arrivò il 4 giugno 2011, con la pesante sconfitta per 4-0 contro il Marocco che provocò le dimissioni dell'allenatore e sancì di fatto la mancata qualificazione degli algerini alla Coppa d'Africa 2012. In sostituzione del tecnico sollevato dall'incarico, fu chiamato il bosniaco Vahid Halilhodžić, con cui la squadra riuscirà a ripartire e a ottenere buoni risultati.
Vincendo contro la Libia, l'Algeria si qualificò per la Coppa d'Africa 2013, dove esordì nel girone D il 22 gennaio 2013 perdendo contro la Tunisia (0-1). Seguirono un'altra sconfitta (contro il Togo, 0-2) e un pareggio (con la Costa d'Avorio, 2-2), risultati che determinarono l'eliminazione della squadra nordafricana al primo turno.
Sorteggiata con Mali, Benin e Ruanda per le qualificazioni al campionato del mondo 2014, l'Algeria terminò la prima parte delle eliminatorie al primo posto del girone, con cinque vittorie e una sola sconfitta al passivo. Dopo aver perso a Ouagadougou per 3-2 contro la Burkina Faso nell'andata dello spareggio, il 19 novembre 2013, vincendo a Blida per una rete a zero, si qualificò per la quarta volta nella sua storia per la fase finale di un mondiale, grazie alla regola dei gol in trasferta.
Nelle amichevoli pre-mondiali gli algerini impressionarono per il buon gioco espresso vincendo contro la Slovenia (2-0), contro l'Armenia (3-1) e contro la Romania (2-1).
Il 17 giugno 2014 esordirono nel girone H del mondiale disputatosi in Brasile perdendo, dopo essere passati in vantaggio, contro il Belgio per 1-2. Il 22 giugno, nella seconda gara del girone, vinsero per 4-2 contro la Corea del Sud, entrando nella storia del calcio africano come prima squadra del continente nero a segnare 4 reti in una sola partita in una fase finale della Coppa del mondo. Il 26 giugno, pareggiando per 1-1 contro la Russia di Fabio Capello grazie alla rete di Islam Slimani, la squadra allenata da Halilhodžić scrisse la storia del calcio algerino, qualificandosi per la prima volta agli ottavi di finale di un mondiale. Il 30 giugno sfidò la Germania per accedere ai quarti di finale e dopo un pareggio a reti bianche nei tempi regolamentari, perse solamente dopo i tempi supplementari per due reti a uno, fornendo tuttavia un'ottima prestazione. Il gol realizzato da Abdelmoumene Djabou per gli algerini al minuto 120 e 51 secondi è attualmente la rete segnata più tardi in un mondiale.
Nonostante l'eliminazione agli ottavi, la squadra e tutto lo staff furono accolti ad Algeri, al loro ritorno dal Brasile, da migliaia di persone in festa.

### 2014-2016: l'era Gourcuff
Alla fine del mondiale la federazione algerina e il selezionatore Vahid Halilhodžić annunciarono la separazione e il 19 luglio 2014 fu ufficializzata la nomina del sostituto, il francese Christian Gourcuff.
Dopo aver agevolmente vinto il proprio girone di qualificazione alla Coppa d'Africa 2015 con Mali, Malawi ed Etiopia, la squadra algerina, anche alla luce dell'ottimo mondiale disputato qualche mese prima in Brasile, era una delle favorite per la vittoria finale del torneo, in programma in Guinea Equatoriale. Inserita in un difficile girone con Sudafrica, Ghana e Senegal, vinsce per 3-1 contro i sudafricani, perde per 1-0 con il Ghana subendo un gol nel finale di partita e batté per 2-0 il Senegal con gol della stella Riyad Mahrez e di Nabil Bentaleb. Il secondo posto nel girone, dovuto allo scontro diretto perso contro il Ghana malgrado una differenza reti migliore dei ghanesi, significò sfida contro Costa d'Avorio nei quarti di finale. Gli ivoriani si imposero per 2-0, eliminando gli algerini.
Dopo un'inattesa sconfitta per 2-1 contro la Guinea in amichevole e un pareggio per 2-2 contro la Tanzania, il CT Gourcuff fu molto criticato, ma rimase in sella grazie ad una vittoria per 7-0 ancora contro la Tanzania, successo che consentì all'Algeria di qualificarsi per il terzo turno delle eliminatorie CAF del campionato del mondo 2018.
Dopo un pareggio per 3-3 contro l'Etiopia, il 3 aprile 2016 Gourcuff si dimise. Il suo posto fu preso ad interim da Nabil Neghiz, che il 3 giugno condusse i suoi alla vittoria (2-0) contro le Seychelles che diede all'Algeria la qualificazione alla Coppa d'Africa 2017 con una giornata di anticipo rispetto alla fine della campagna di qualificazione.

### 2016-2021: campioni d'Africa e della Coppa araba
Il 26 giugno 2016 fu nominato CT Milovan Rajevac, che rimase in carica solo per due partite. Il 12 ottobre il serbo fu sollevato dall'incarico dopo il pari con il Camerun (1-1) nel girone di qualificazione a Russia 2018.
Il 28 ottobre 2016 fu ingaggiato il belga Georges Leekens, che tornò sulla panchina delle Volpi del deserto dopo tredici anni. Sotto la sua guida, in novembre la squadra perse 3-1 contro la Nigeria il secondo incontro di qualificazione ai mondiali. Disputò quindi la fase finale della Coppa d'Africa 2017, dove deluse ed uscì già al primo turno. In tre partite l'Algeria, indicata alla vigilia come una delle favorite per la vittoria finale, raccolse infatti due pari (2-2 contro lo Zimbabwe e 2-2 contro il Senegal) inframmezzati da una sconfitta (2-1 contro la Tunisia). Il 24 gennaio 2017, all'indomani dell'eliminazione, il belga rassegnò le proprie dimissioni.
Il 13 aprile 2017 la guida tecnica dell'Algeria fu affidata allo spagnolo Luis Lucas Alcaraz. Le qualificazioni al mondiale di Russia ripresero in settembre e l'Algeria subì tre sconfitte in tre incontri, venendo così eliminata. L'allenatore spagnolo fu licenziato e il 18 ottobre 2017 la federazione affidò la panchina a Rabah Madjer, per la terza volta alla guida della nazionale e quinto selezionatore negli ultimi tre anni. Il 23 giugno 2018, a causa di quattro passi falsi consecutivi in amichevole (contro Iran, Arabia Saudita, Capo Verde e Portogallo), Madjer fu sollevato dall'incarico con un bilancio di 4 vittorie (di cui una a tavolino, all'esordio) e 4 sconfitte in 8 partite.
Il 2 agosto 2018 sulla panchina algerina subentrò Djamel Belmadi, che indicò in Yacine Brahimi il nuovo capitano della nazionale.
L'Algeria si qualificò alla Coppa d'Africa 2019 aggiudicandosi il primo posto nel girone davanti a Benin, Gambia e Togo. In Egitto, vinto il girone senza subire gol grazie ai successi contro Kenya (2-0) Senegal (1-0) e Tanzania (3-0), l'Algeria eliminò agli ottavi di finale la Guinea (3-0), ai quarti la Costa d'Avorio (4-3 ai tiri di rigore dopo l'1-1 dei tempi supplementari) e in semifinale la Nigeria (2-1), approdando in finale dopo ventinove anni. Qui trovò, per la seconda volta in pochi giorni, il Senegal e lo sconfisse per 1-0, aggiudicandosi il secondo titolo continentale della propria storia.
La nazionale algerina, schierata per l'occasione con la nazionale B allenata da Majid Bougherra (priva dei calciatori militanti nei campionati europei), trionfò anche alla Coppa araba FIFA 2021 in Qatar, battendo in finale la Tunisia per 2-0 dopo i tempi supplementari e aggiudicandosi per la prima volta la competizione.

### 2021-oggi: delusioni
Nella Coppa d'Africa 2021, disputata nel gennaio 2022, gli algerini, campioni continentali in carica, furono clamorosamente eliminati al primo turno, piazzandosi ultimi nel proprio girone dopo un pari contro la Sierra Leone (0-0) e due sconfitte, contro Guinea Equatoriale (0-1) e Costa d'Avorio (1-3).
Non andarono meglio le qualificazioni al campionato del mondo 2022, nelle quali l'Algeria, dopo aver vinto il girone eliminatorio con 4 successi e 2 pareggi in 6 partite, si fece eliminare dal Camerun per la regola dei gol fuori casa, dopo aver vinto per 0-1 in trasferta e perso per 1-2 in casa. 
Sorte analoga ebbero gli algerini anche alla Coppa d'Africa 2023, tenutasi nel gennaio dell'anno successivo: nonostante fosse quotata per superare agevolmente un girone dove si trovavano anche Angola, Burkina Faso e Mauritania, la squadra fu l'unica compagine eliminata in quel raggruppamento. Avendo pareggiato contro Angola (1-1) e Burkina Faso (2-2), solo una vittoria contro la Mauritania nell'ultima partita avrebbe dato agli algerini la certezza di superare il girone, ma l'Algeria fu battuta a sorpresa per 1-0 e riuscì a qualificarsi agli ottavi di finale a scapito dei rivali.

## Colori e simboli

### Divise storiche

#### Casa
| 1962 | 1963–1967 | CAN 1968 | 1972 | 1975 | 1978 | CAN 1980 |

| CAN 1982 | 1980 | Mondiali 1982 | CAN 1984 | CAN 1986 Mondiali 1986 | CAN 1988 | CAN 1990 |

| CAN 2004 | CAN 2010 Mondiali 2010 | CAN 2013 | Mondiali 2014 | CAN 2015 | CAN 2017 | 2018 |

| CAN 2019 |

#### Trasferta
| 1962–1967 | CAN 1968 | 1975 | 1978 | CAN 1980 | 1980 | CAN 1982 |

| Mondiali 1982 | CAN 1984 | Mondiali 1986 | CAN 1986 | CAN 1988 | CAN 1990 | CAN 2004 |

| CAN 2010 Mondiali 2010 | CAN 2013 | Mondiali 2014 | CAN 2015 | CAN 2017 | 2018 | CAN 2019 |

### Fornitori sportivi
| Periodo   | Marca          |
| --------- | -------------- |
| 1962–1968 | Nessuno        |
| 1975–1978 | Adidas         |
| 1978–1990 | Sonitex        |
| 1990–1992 | Adidas         |
| 1993–1995 | Lotto          |
| 1996–2004 | Cirta Sport    |
| 2002–2004 | Baliston       |
| 2004–2009 | Le Coq Sportif |
| 2010–2014 | Puma           |
| 2015–     | Adidas         |

## Commissari tecnici
Statistiche aggiornate al 29 febbraio 2024. 
In corsivo gli allenatori assunti ad interim come traghettatori.

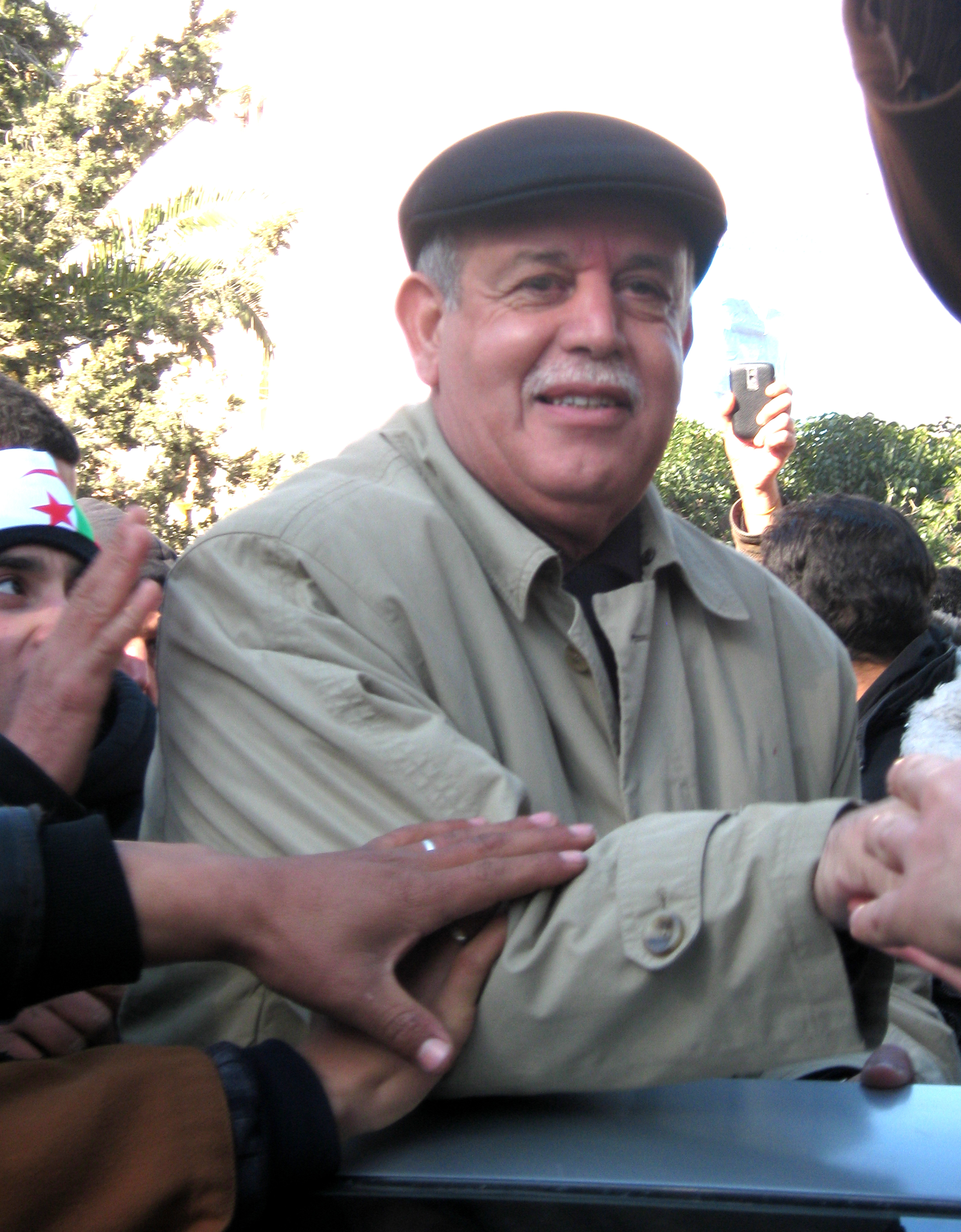
Rabah Saâdane

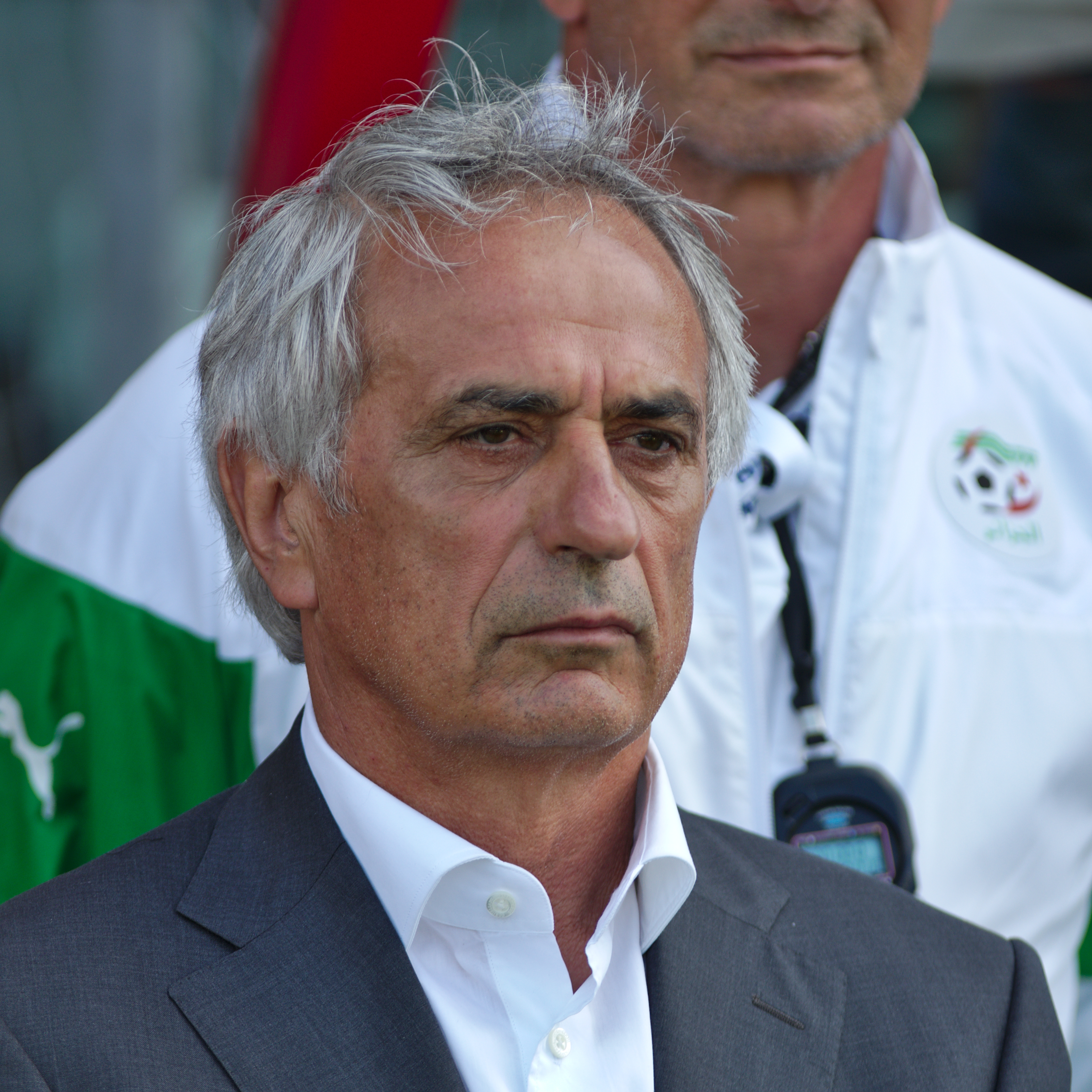
Vahid Halilhodžić

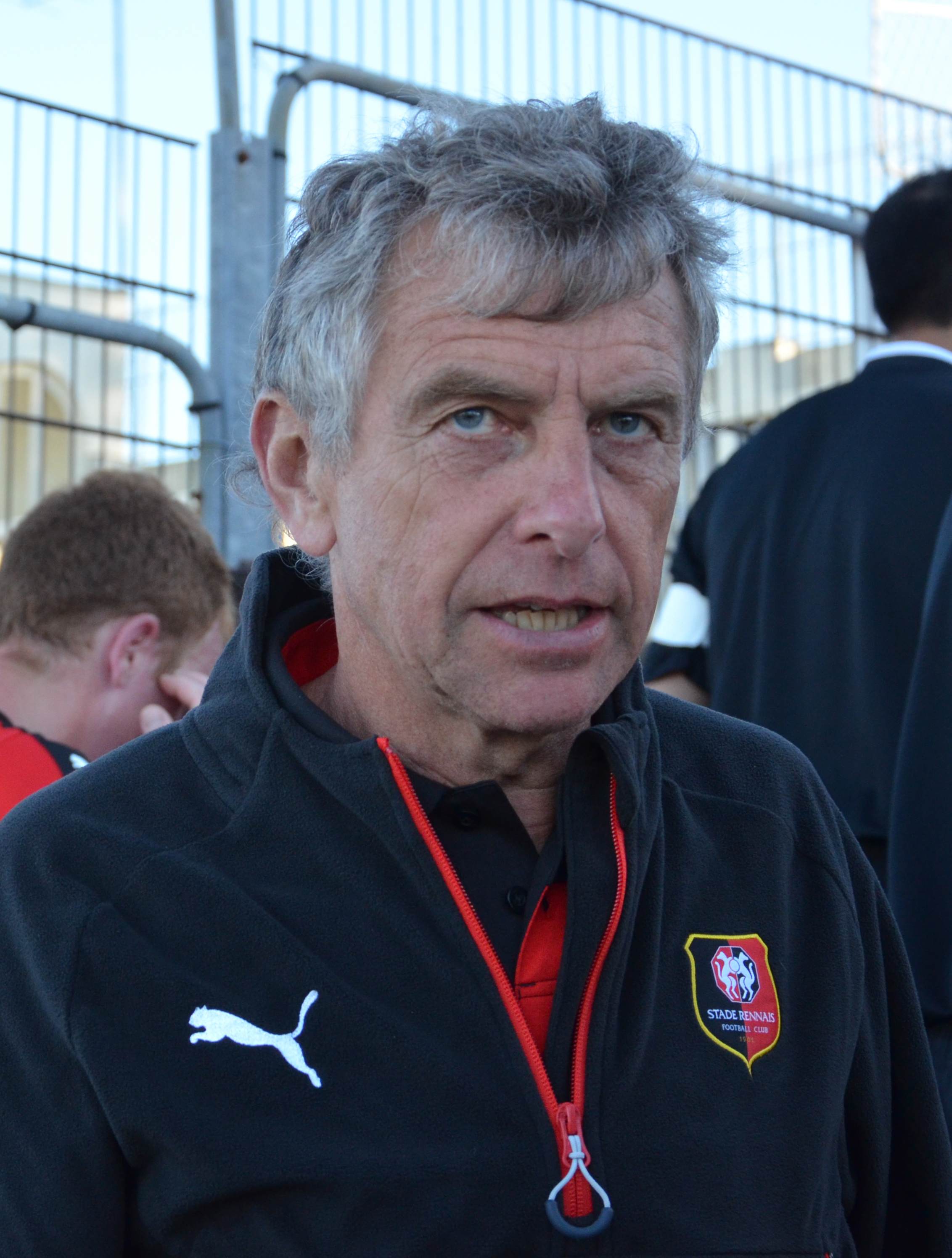
Christian Gourcuff

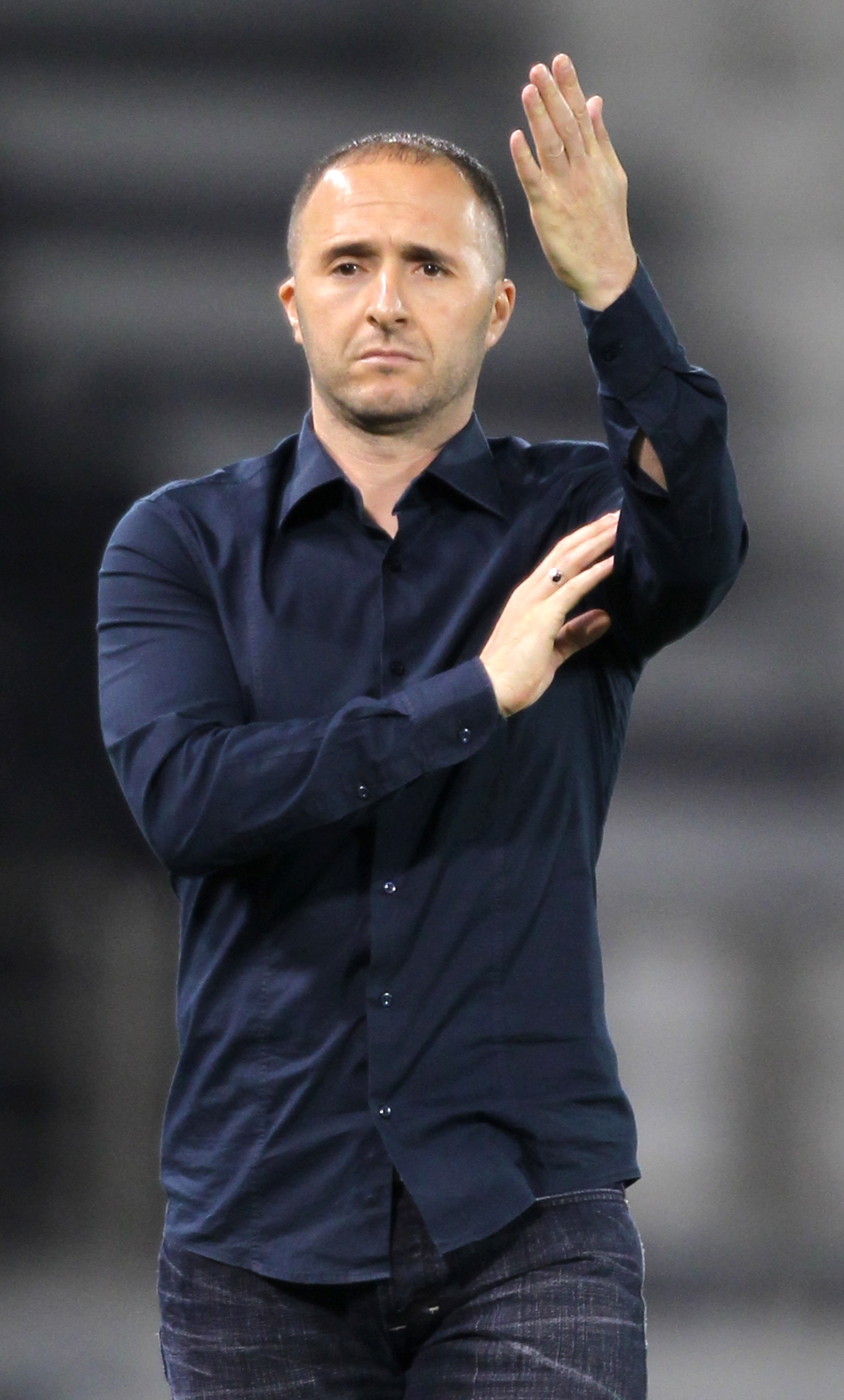
Djamel Belmadi

| Allenatore                                         | Periodo        | G  | V  | N  | P  | % vittorie | Competizioni                                                                                           |
| -------------------------------------------------- | -------------- | -- | -- | -- | -- | ---------- | --- |
| Kader Firoud                                       | 1963           | 3  | 1  | 1  | 1  | 33,3       | |
| Smaïl Khabatou                                     | 1963-1964      | 7  | 2  | 4  | 1  | 28,6       | |
| Abderrahman Ibrir                                  | 1964-1965      | 4  | 2  | 1  | 1  | 50,0       | |
| Smaïl Khabatou                                     | 1965-1966      | 3  | 0  | 2  | 1  | &0,0       | |
| Lucien Leduc                                       | 1966-1969      | 19 | 7  | 5  | 7  | 36,8       | Coppa d'Africa 1968 - Fase a gironi                                                                    |
| Saïd Amara                                         | 1969           | 2  | 1  | 0  | 1  | 50,0       | |
| Hamid Zouba Abdelaziz Ben Tifour                   | 1969-1970      |    |    |    |    | —          | |
| Hamid Zouba                                        | 1970-1971      |    |    |    |    | —          | |
| Rachid Mekloufi                                    | 1971-1972      |    |    |    |    | —          | |
| Mohamed El Kenz Abdelhamid Sellal                  | 1972-1973      | 6  | 3  | 1  | 2  | 50,0       | |
| Saïd Amara                                         | 1973           |    |    |    |    | —          | |
| Dumitru Macri                                      | 1974-1975      | 11 | 0  | 3  | 8  | &0,0       | |
| Rachid Mekloufi                                    | 1975-1979      |    |    |    |    | —          | |
| Mahieddine Khalef                                  | 1979           |    |    |    |    | —          | |
| Zdravko Rajkov Mahieddine Khalef                   | 1979-1980      | 18 | 8  | 6  | 4  | 44,4       | Coppa d'Africa 1980 - Finalista                                                                        |
| Zdravko Rajkov                                     | 1980-1981      |    |    |    |    | —          | |
| Evgeni Rogov Mohamed Maouche                       | 1981-1982      | 5  | 4  | 1  | 0  | 80,0       | |
| Mahieddine Khalef Rachid Mekloufi                  | 1982           | 5  | 2  | 1  | 2  | 40,0       | Coppa d'Africa 1982 - 4º posto                                                                         |
| Mahieddine Khalef                                  | 1982           | 2  | 1  | 1  | 0  | 50,0       | |
| Rachid Mekloufi                                    | 1982           | 3  | 2  | 0  | 1  | 66,7       | Mondiale 1982 - Fase a gironi                                                                          |
| Hamid Zouba                                        | 1982-1983      | 13 | 6  | 2  | 5  | 46,2       | |
| Hamid Zouba Smaïl Khabatou                         | 1984           | 1  | 0  | 1  | 0  | &0,0       | |
| Mahieddine Khalef                                  | 1984           | 10 | 4  | 3  | 3  | 40,0       | Coppa d'Africa 1984 - 3º posto                                                                         |
| Rabah Saadane                                      | 1984-1986      | 28 | 9  | 10 | 9  | 32,1       | Coppa d'Africa 1984 - Fase a gironi Mondiale 1986 - Fase a gironi                                      |
| Evgeni Rogov                                       | 1986-1988      | 17 | 8  | 6  | 3  | 47,1       | Coppa d'Africa 1988 - 3º posto                                                                         |
| Kamel Lemoui                                       | 1988-1989      | 22 | 8  | 9  | 5  | 36,4       | |
| Abdelhamid Kermali                                 | 1989-1992      | 24 | 10 | 10 | 4  | 41,7       | Coppa d'Africa 1990 - Campioni Coppa afro-asiatica 1991 - Campioni Coppa d'Africa 1992 - Fase a gironi |
| Meziane Ighil                                      | 1992-1994      | 21 | 7  | 10 | 4  | 33,3       | |
| Rabah Madjer                                       | 1994-1995      | 9  | 2  | 4  | 3  | 22,2       | |
| Ali Fergani Mourad Abdelouahab                     | 1995-1996      | 19 | 10 | 3  | 6  | 52,6       | Coppa d'Africa 1996 - Quarti di finale                                                                 |
| Hamid Zouba                                        | 1996-1997      | 5  | 1  | 3  | 1  | 20,0       | |
| Abderrahmane Mehdaoui                              | 1997-1998      | 14 | 6  | 1  | 7  | 42,9       | Coppa d'Africa 1998 - Fase a gironi                                                                    |
| Marcel Pigulea                                     | 1998           | 2  | 2  | 0  | 0  | 100,0&     | |
| Meziane Ighil                                      | 1998-1999      | 4  | 0  | 1  | 3  | &0,0       | |
| Rabah Saadane                                      | 1999           | 1  | 0  | 1  | 0  | &0,0       | |
| Boualem Charef                                     | 1999           | 3  | 2  | 0  | 1  | 66,7       | |
| Rabah Madjer Tedj Bensaoula                        | 1999           | 0  | 0  | 0  | 0  | —          | |
| Nacer Sandjak                                      | 1999-2000      | 7  | 2  | 3  | 2  | 28,6       | |
| Abdel Djaadaoui Djahid Boudaia Mircea Rădulescu    | 2000-2001      | 14 | 5  | 5  | 4  | 35,7       | Coppa d'Africa 2000 - Quarti di finale                                                                 |
| Hamid Zouba Abdelhamid Kermali                     | 2001           | 5  | 2  | 0  | 3  | 40,0       | |
| Hamid Zouba Abdelhamid Kermali Azzedine Aït Djoudi | 2001           | 1  | 0  | 1  | 0  | &0,0       | |
| Rabah Madjer                                       | 2001-2002      | 9  | 2  | 3  | 4  | 22,2       | Coppa d'Africa 2002 - Fase a gironi                                                                    |
| Hamid Zouba                                        | 2002-2003      | 5  | 3  | 2  | 0  | 60,0       | |
| Georges Leekens                                    | 2003           | 6  | 2  | 2  | 2  | 33,3       | |
| Rabah Saadane                                      | 2003-2004      | 10 | 4  | 3  | 3  | 40,0       | Coppa d'Africa 2004 - Quarti di finale                                                                 |
| Robert Waseige                                     | 2004           | 6  | 0  | 4  | 2  | &0,0       | |
| Ali Fergani Lakhdar Belloumi                       | 2004-2005      | 7  | 2  | 2  | 3  | 28,6       | |
| Meziane Ighil                                      | 2005-2006      | 3  | 0  | 1  | 2  | &0,0       | |
| Jean-Michel Cavalli                                | 2006-2007      | 12 | 4  | 3  | 5  | 33,3       | |
| Rabah Saadane                                      | 2007-2010      | 32 | 15 | 6  | 11 | 46,9       | Coppa d'Africa 2010 - 4º posto Mondiale 2010 - Fase a gironi                                           |
| Abdelhak Benchikha                                 | 2010-2011      | 4  | 1  | 1  | 2  | 25,0       | |
| Vahid Halilhodžić                                  | 2011-2014      | 31 | 19 | 5  | 7  | 61,3       | Coppa d'Africa 2013 - Fase a gironi Mondiale 2014 - Ottavi di finale                                   |
| Christian Gourcuff                                 | 2014-2016      | 21 | 13 | 3  | 5  | 61,9       | Coppa d'Africa 2015 - Quarti di finale                                                                 |
| Nabil Neghiz                                       | 2016           | 1  | 1  | 0  | 0  | 100,0&     | |
| Milovan Rajevac                                    | 2016           | 2  | 1  | 1  | 0  | 50,0       | |
| Georges Leekens                                    | 2016-2017      | 4  | 1  | 2  | 1  | 25,0       | Coppa d'Africa 2017 - Fase a gironi                                                                    |
| Lucas Alcaraz                                      | 2017           | 7  | 2  | 1  | 4  | 28,6       | |
| Rabah Madjer                                       | 2017-2018      | 8  | 4  | 0  | 4  | 50,0       | |
| Djamel Belmadi                                     | 2018-2024      | 70 | 46 | 18 | 6  | 65,7       | Coppa d'Africa 2019 - Campioni Coppa d'Africa 2021 - Fase a gironi Coppa d'Africa 2023 - Fase a gironi |
| Vladimir Petković                                  | 2024-in carica | 0  | 0  | 0  | 0  | —          | |

## Palmarès
- Coppa d'Africa: 2

Algeria 1990, Egitto 2019
- Coppa afro-asiatica: 1

Algeria, Iran 1991
- Coppa araba FIFA: 1

Qatar 2021
- Giochi panafricani: 1

Algeria 1978

## Partecipazioni ai tornei internazionali
Legenda: Grassetto: Risultato migliore, Corsivo: Mancate partecipazioni

- 1963 - Non partecipante
- 1964 - Non partecipante
- 1966 - Non partecipante
- 1982 - Annullata
- 1985 - Non partecipante
- 1988 - Primo turno
- 1992 - Non partecipante
- 1998 - Primo turno
- 2002 - Non partecipante
- 2009 - Annullata
- 2012 - Non partecipante
- 2021 - Campione

## Statistiche dettagliate sui tornei internazionali

### Coppa del mondo FIFA
| Anno | Luogo                    | Piazzamento      | V | N | P | Gol |
| ---- | ------------------------ | ---------------- | - | - | - | --- |
| 1930 | Uruguay                  | Non partecipante | - | - | - | -   |
| 1934 | Italia                   | Non partecipante | - | - | - | -   |
| 1938 | Francia                  | Non partecipante | - | - | - | -   |
| 1950 | Brasile                  | Non partecipante | - | - | - | -   |
| 1954 | Svizzera                 | Non partecipante | - | - | - | -   |
| 1958 | Svezia                   | Non partecipante | - | - | - | -   |
| 1962 | Cile                     | Non partecipante | - | - | - | -   |
| 1966 | Inghilterra              | Non partecipante | - | - | - | -   |
| 1970 | Messico                  | Non qualificata  | - | - | - | -   |
| 1974 | Germania Ovest           | Non qualificata  | - | - | - | -   |
| 1978 | Argentina                | Non qualificata  | - | - | - | -   |
| 1982 | Spagna                   | Primo turno      | 2 | 0 | 1 | 5:5 |
| 1986 | Messico                  | Primo turno      | 0 | 1 | 2 | 1:5 |
| 1990 | Italia                   | Non qualificata  | - | - | - | -   |
| 1994 | Stati Uniti              | Non qualificata  | - | - | - | -   |
| 1998 | Francia                  | Non qualificata  | - | - | - | -   |
| 2002 | Corea del Sud / Giappone | Non qualificata  | - | - | - | -   |
| 2006 | Germania                 | Non qualificata  | - | - | - | -   |
| 2010 | Sudafrica                | Primo turno      | 0 | 1 | 2 | 0:2 |
| 2014 | Brasile                  | Ottavi di finale | 1 | 1 | 2 | 7:7 |
| 2018 | Russia                   | Non qualificata  | - | - | - | -   |
| 2022 | Qatar                    | Non qualificata  | - | - | - | -   |

### Coppa d'Africa
| Anno | Luogo                      | Piazzamento      | V | N | P | Gol  |
| ---- | -------------------------- | ---------------- | - | - | - | ---- |
| 1957 | Sudan                      | Non partecipante | - | - | - | -    |
| 1959 | Rep. Araba Unita           | Non partecipante | - | - | - | -    |
| 1962 | Impero d'Etiopia           | Non partecipante | - | - | - | -    |
| 1963 | Ghana                      | Non partecipante | - | - | - | -    |
| 1965 | Tunisia                    | Non partecipante | - | - | - | -    |
| 1968 | Impero d'Etiopia           | Primo turno      | 1 | 0 | 2 | 5:6  |
| 1970 | Sudan                      | Non qualificata  | - | - | - | -    |
| 1972 | Camerun                    | Non qualificata  | - | - | - | -    |
| 1974 | Egitto                     | Non qualificata  | - | - | - | -    |
| 1976 | Etiopia                    | Non qualificata  | - | - | - | -    |
| 1978 | Ghana                      | Non qualificata  | - | - | - | -    |
| 1980 | Nigeria                    | Secondo posto    | 2 | 2 | 1 | 6:7  |
| 1982 | Libia                      | Quarto posto     | 2 | 1 | 2 | 5:6  |
| 1984 | Costa d'Avorio             | Terzo posto      | 3 | 2 | 0 | 8:1  |
| 1986 | Egitto                     | Primo turno      | 0 | 2 | 1 | 2:3  |
| 1988 | Marocco                    | Terzo posto      | 1 | 3 | 1 | 4:4  |
| 1990 | Algeria                    | Campione         | 5 | 0 | 0 | 13:2 |
| 1992 | Senegal                    | Primo turno      | 0 | 1 | 1 | 1:4  |
| 1994 | Tunisia                    | Squalificata     | - | - | - | -    |
| 1996 | Sudafrica                  | Quarti di finale | 2 | 1 | 1 | 5:3  |
| 1998 | Burkina Faso               | Primo turno      | 0 | 0 | 3 | 2:5  |
| 2000 | Ghana / Nigeria            | Quarti di finale | 1 | 2 | 1 | 5:4  |
| 2002 | Mali                       | Primo turno      | 0 | 1 | 2 | 2:5  |
| 2004 | Tunisia                    | Quarti di finale | 1 | 1 | 2 | 5:7  |
| 2006 | Egitto                     | Non qualificata  | - | - | - | -    |
| 2008 | Ghana                      | Non qualificata  | - | - | - | -    |
| 2010 | Angola                     | Quarto posto     | 2 | 1 | 3 | 4:10 |
| 2012 | Gabon / Guinea Equatoriale | Non qualificata  | - | - | - | -    |
| 2013 | Sudafrica                  | Primo turno      | 0 | 1 | 2 | 2:5  |
| 2015 | Guinea Equatoriale         | Quarti di finale | 2 | 0 | 2 | 6:5  |
| 2017 | Gabon                      | Primo turno      | 0 | 2 | 1 | 5:6  |
| 2019 | Egitto                     | Campione         | 6 | 1 | 0 | 13:2 |
| 2021 | Camerun                    | Primo turno      | 0 | 1 | 2 | 1:4  |
| 2023 | Costa d'Avorio             | Primo turno      | 0 | 2 | 1 | 3:4  |

## Tutte le rose

### Mondiali
Coppa del Mondo FIFA 19821 Cerbah, 2 Guendouz, 3 Kouici, 4 Kourichi, 5 Merzekane, 6 Bencheikh, 7 Assad, 8 Fergani, 9 Bensaoula, 10 Belloumi, 11 Madjer, 12 Larbès, 13 Yahi, 14 D. Zidane, 15 Dahleb, 16 Mansouri, 17 Horr, 18 Maroc, 19 Tlemçani, 20 Bourebbou, 21 Amara, 22 Bentaala, CT: Khalef e Mekhloufi
Coppa del Mondo FIFA 19861 Drid, 2 Guendouz, 3 Chebel, 4 Kourichi, 5 Liegeon, 6 Kaci Said, 7 Assad, 8 Maroc, 9 Menad, 10 Belloumi, 11 Madjer, 12 Bensaoula, 13 Harkouk, 14 Zidane, 15 Sadmi, 16 Mansouri, 17 Benkhalidi, 18 Ben Mabrouk, 19 Chaïb, 20 Megharia, 21 El Hadi, 22 Amara, CT: Saâdane
Coppa del Mondo FIFA 20101 Gaouaoui, 2 Bougherra, 3 Belhadj, 4 Yahia, 5 Halliche, 6 Mansouri, 7 Boudebouz, 8 Lacen, 9 Ghezzal, 10 Saïfi, 11 Djebbour, 12 Bellaïd, 13 Matmour, 14 Laïfaoui, 15 Ziani, 16 Chaouchi, 17 Guedioura, 18 Medjani, 19 Yebda, 20 Mesbah, 21 Kadir, 22 Abdoun, 23 M'Bolhi, CT: Saâdane
Coppa del Mondo FIFA 20141 Si Mohamed, 2 Bougherra, 3 Ghoulam, 4 Belkalem, 5 Halliche, 6 Mesbah, 7 Yebda, 8 Lacen, 9 Ghilas, 10 Feghouli, 11 Brahimi, 12 Medjani, 13 Slimani, 14 Bentaleb, 15 Soudani, 16 Zemmamouche, 17 Cadamuro, 18 Djabou, 19 Taïder, 20 Mandi, 21 Mahrez, 22 Mostefa, 23 M'Bolhi, CT: Halilhodžić

### Coppa d'Africa
Coppa d'Africa 1980P Cerbah, P Harb, D Derouaz, D Guendouz, D Horr, D Khedis, D Kouici, D Merzekane, C Belloumi, C Fergani, C Ghrib, C Larbès, C Mahyouz, C Slimani, A Assad, A Bensaoula, A Madjer, A Benmiloudi, A Guemri, CT: Khalef e Rajkov
Coppa d'Africa 19821 Cerbah, 2 Guendouz, 3 Kouici, 4 Kourichi, 5 Merzekane, 6 Bencheikh, 7 Assad, 8 Fergani, 9 Bensaoula, 10 Belloumi, 11 Madjer, 12 Larbès, 13 Yahi, 14 Zidane, 15 Dahleb, 16 Mansouri, 17 Horr, 18 Maroc, 19 Tlemçani, 20 Bourebbou, 21 Amara, 22 Bentaala, CT: Khalef
Coppa d'Africa 1984P Cerbah, P Drid, D Mansouri, D Guendouz, D Chaïb, D Kourichi, D Laroum, D Sadmi, C Belloumi, C Fergani, C Bouras, C Jafjaf, C Kaci Said, C Yahi, C Bouiche, A Bensaoula, A Madjer, A Menad, CT: Khalef
Coppa d'Africa 1986P Drid, P Cerbah, D Megharia, D Guendouz, D Chaïb, D Merzekane, D Sadmi, D Mansouri, D Kechamli, C Maroc, C Fergani, C Medane, C Benkhalidi, C Kaci Said, C Yahi, C N. Bouiche, A Bensaoula, A Madjer, A Menad, A Na. Bouiche, CT: Saâdane
Coppa d'Africa 1988P Drid, P Kadri, P Nouri, D Megharia, D Belgherbi, D Benhalima, D Merzekane, D Chaïb, D Maatar, D Kechamli, C Belloumi, C Djahmoune, C Medane, C Ferhaoui, C Kaci Said, A Yahi, A Maiche, A Benabde, A Bouafia, A Bentayeb, A Menad, A Meghichi, CT: Saâdane
Coppa d'Africa 19901 El Hadi, 2 Bounaâs, 3 Adjas, 4 Benhalima, 5 Aït Abderrahmane, 6 Meftah, 7 Rahmouni, 8 Amani, 9 Menad, 10 Oudjani, 11 Madjer, 12 Bouiche, 13 Manaâ, 14 Cherif El Ouazzani, 15 Serrar, 16 Kadri, 17 Rahem, 18 Saïb, 19 Lazizi, 20 Megharia, 21 Djahnit, 22 Osmani, CT: Kermali e Fergani
Coppa d'Africa 1992P Kadri, P Laouer, P Osmani, D Adjas, D Belatoui, D Benhalima, D Megharia, D Rahmouni, D Sandjak, D Tribeche, C Cherif El Ouazani, C Madjer, C Meftah, C Saïb, C Tasfaout, C Medane, A Bouafia, A Bouiche, A Haraoui, A Menad, A Rahem, CT: Kermali
Coppa d'Africa 19961 Hamenad, 2 Haniched, 3 Amrouche, 4 Belatoui, 5 Ghoul, 6 Hamdani, 7 Lazizi, 8 Meftah, 9 Slatni, 10 Tasfaout, 11 Dziri, 12 Cherif El Ouazani, 13 Guechir, 14 Saïb, 15 Zerrouki, 16 Dahleb, 17 Kaci-Saïd, 18 Lounici, 19 Meçabih, 20 Rahim, 21 Zekri, 22 Bakhti, CT: Fergani
Coppa d'Africa 19981 Benabdellah, 2 Hamdani, 3 Benhamlat, 4 Meftah, 5 Zeghdoud, 6 Dziri, 7 Adjali, 8 Saïb, 9 Moussa, 10 Tasfaout, 11 Kaci-Saïd, 12 Osmane, 13 Benzerga, 14 Habri, 15 Dahleb, 16 Hamenad, 17 Benamara, 18 Zouani, 19 Ghoul, 20 Harcheche, 21 Kherris, 22 Mahrez, CT: Mehdaoui
Coppa d'Africa 20001 Benabdellah, 2 Mamouni, 3 Benhamlat, 4 Amrouche, 5 Zeghdoud, 6 Amaouche, 7 Kraouche, 8 Dziri, 9 Ghazi, 10 Tasfaout, 11 Moussouni, 12 Slatni, 13 Haddou, 14 Badji, 15 Saïfi, 16 Hamenad, 17 Mezouar, 18 Saïb, 19 Meçabih, 20 Meftah, 21 Merakchi, 22 Bougherara, CT: Sandjak
Coppa d'Africa 20021 Gaouaoui, 2 Slatni, 3 Haddou, 4 Kraouche, 5 Zeghdoud, 6 Mansouri, 7 Belbey, 8 Dziri, 9 Ghazi, 10 Tasfaout, 11 Kherkhache, 12 Samadi, 13 Zafour, 14 Bounekdja, 15 Akrour, 16 Bendahmane, 17 Raho, 18 Saïfi, 19 Diss, 20 Meftah, 21 Bradja, 22 Abdouni, CT: Madjer
Coppa d'Africa 20041 Mezair, 2 Ouadah, 3 Haddou, 4 Beloufa, 5 Aribi, 6 Mansouri, 7 Cherrad, 8 Kraouche, 9 Akrour, 10 Belmadi, 11 Boutabout, 12 Gaouaoui, 13 Zafour, 14 Fellahi, 15 Ziani, 16 Benhamou, 17 Zaoui, 18 Raho, 19 Mamouni, 20 Hadjadj, 21 Yahia, 22 Achiou, CT: Saâdane
Coppa d'Africa 20101 Ousserir, 2 Bougherra, 3 Belhadj, 4 Yahia, 5 Halliche, 6 Mansouri, 7 Bezzaz, 8 Lemmouchia, 9 Ghezzal, 10 Saïfi, 11 Raho, 12 Babouche, 13 Matmour, 14 Laïfaoui, 15 Ziani, 16 Chaouchi, 17 Zaoui, 18 Bouazza, 19 Yebda, 20 Meghni, 21 Ziaya, 22 Abdoun, 23 Zemmamouche, CT: Saâdane
Coppa d'Africa 20131 Doukha, 2 Mostefa, 3 Cadamuro, 4 Belkalem, 5 Halliche, 6 Mesbah, 7 Boudebouz, 8 Lacen, 9 Slimani, 10 Feghouli, 11 Bouazza, 12 Medjani, 13 Aoudia, 14 Kadir, 15 Soudani, 16 Si Mohamed, 17 Guedioura, 18 Lemmouchia, 19 Bezzaz, 20 Tedjar, 21 Ghoulam, 22 Rial, 23 M'Bolhi, CT: Halilhodžić
Coppa d'Africa 20151 Doukha, 2 Bougherra, 3 Ghoulam, 4 Cadamuro, 5 Halliche, 6 Mesbah, 7 Mahrez, 8 Lacen, 9 Belfodil, 10 Feghouli, 11 Brahimi, 12 Medjani, 13 Slimani, 14 Bentaleb, 15 Soudani, 16 Si Mohamed, 17 Kadir, 18 Djabou, 19 Taïder, 20 Mandi, 21 Kashi, 22 Zeffane, 23 M'Bolhi, CT: Gourcuff
Coppa d'Africa 20171 Rahmani, 2 Mandi, 3 Ghoulam, 4 Cadamuro, 5 Belkaroui, 6 Mesbah, 7 Mahrez, 8 Bennacer, 9 Hanni, 10 Bentaleb, 11 Brahimi, 12 Benyahia, 13 Slimani, 14 Bounedjah, 15 Soudani, 16 Asselah, 17 Guedioura, 18 Ghezzal, 19 Abeid, 20 Belkhiter, 21 Bensebaini, 22 Miftāḥ, 23 M'Bolhi, CT: Leekens
Coppa d'Africa 20191 Doukha, 2 Mandi, 3 Tahrat, 4 Benlamri, 5 Halliche, 6 Fares, 7 Mahrez, 8 Belaïli, 9 Bounedjah, 10 Feghouli, 11 Brahimi, 12 Ounas, 13 Slimani, 14 Boudaoui, 15 Delort, 16 Oukidja, 17 Guedioura, 18 Zeffane, 19 Abeid, 20 Atal, 21 Bensebaini, 22 Bennacer, 23 M'Bolhi, CT: Belmadi
Coppa d'Africa 20211 Zaghba, 2 Mandi, 3 Tahrat, 4 Benlamri, 5 Tougai, 6 Zerrouki, 7 Mahrez, 8 Belaïli, 9 Bounedjah, 10 Feghouli, 11 Brahimi, 12 Belkebla, 13 Slimani, 14 Bendebka, 15 Boulaya, 16 Oukidja, 17 Bedrane, 18 Ounas, 19 Zorgane, 20 Atal, 21 Bensebaini, 22 Benancer, 23 M'Bolhi, 24 Chetti, 25 Benayada, 26 Amoura, 27 Benrahma, 28 Halaïmia, CT: Belmadi
Coppa d'Africa 20231 Zaghba, 2 Mandi, 3 Van Den Kerkhof, 4 Tougai, 5 Touba, 6 Zerrouki, 7 Mahrez, 8 Belaïli, 9 Bounedjah, 10 Feghouli, 11 Aouar, 12 Ounas, 13 Slimani, 14 Boudaoui, 15 Aït-Nouri, 16 Mandréa, 17 Chaïbi, 18 Amoura, 19 Bentaleb, 20 Atal, 21 Bensebaini, 22 Bennacer, 23 M'Bolhi, 24 Belaïd, 25 Larouci, 26 Benbout, CT: Belmadi

### Giochi olimpici
NOTA: per le informazioni sulle rose successive al 1948 visionare la pagina della Nazionale olimpica.

## Rosa attuale
Lista dei giocatori convocati per le sfide di qualificazione al campionato mondiale 2026 del 21 e 25 marzo 2025.
Statistiche aggiornate al termine della seconda gara.
|  | P | Anthony Mandréa         | 25 dicembre 1996  | 20  | -16 | Caen                  |  |  |
|  | P | Alexis Guendouz         | 26 gennaio 1996   | 10  | -4  | Persepolis            |  |  |
|  | P | Alexandre Oukidja       | 19 luglio 1988    | 7   | -1  | Metz                  |  |  |
|  | P | Oussama Benbot          | 11 ottobre 1994   | 0   | 0   | USM Alger             |  |  |
|  |   |                         |                   |     |     |                       |  |  |
|  | D | Aïssa Mandi             | 22 ottobre 1991   | 105 | 7   | Lilla                 |  |  |
|  | D | Ramy Bensebaini         | 16 aprile 1995    | 70  | 9   | Borussia Dortmund     |  |  |
|  | D | Youcef Atal             | 17 maggio 1996    | 46  | 2   | Al-Sadd               |  |  |
|  | D | Rayan Aït-Nouri         | 6 giugno 2001     | 17  | 0   | Wolverhampton         |  |  |
|  | D | Ahmed Touba             | 13 marzo 1998     | 14  | 1   | Malines               |  |  |
|  | D | Jaouen Hadjam           | 26 marzo 2003     | 8   | 1   | Young Boys            |  |  |
|  | D | Mohamed Amine Madani    | 20 marzo 1992     | 5   | 0   | JS Kabylie            |  |  |
|  | D | Sohaib Naïr             | 23 aprile 2002    | 0   | 0   | Guingamp              |  |  |
|  |   |                         |                   |     |     |                       |  |  |
|  | C | Ismaël Bennacer         | 1º dicembre 1997  | 50  | 2   | Olympique Marsiglia   |  |  |
|  | C | Adem Zorgane            | 6 gennaio 2000    | 21  | 1   | Charleroi             |  |  |
|  | C | Hicham Boudaoui         | 23 settembre 1999 | 21  | 0   | Nizza                 |  |  |
|  | C | Farès Chaïbi            | 28 novembre 2002  | 16  | 2   | Eintracht Francoforte |  |  |
|  | C | Yassine Benzia          | 8 settembre 1994  | 14  | 4   | Qarabağ               |  |  |
|  | C | Ahmed Kendouci          | 22 giugno 1999    | 13  | 0   | Ceramica Cleopatra    |  |  |
|  | C | Himad Abdelli           | 17 novembre 1999  | 4   | 0   | Angers                |  |  |
|  | C | Mohamed Farsi           | 16 dicembre 1999  | 4   | 0   | Columbus Crew         |  |  |
|  | C | Ibrahim Maza            | 24 novembre 2005  | 2   | 0   | Hertha Berlino        |  |  |
|  |   |                         |                   |     |     |                       |  |  |
|  | A | Riyad Mahrez            | 21 febbraio 1991  | 101 | 32  | Al-Ahli               |  |  |
|  | A | Youcef Belaïli          | 14 marzo 1992     | 55  | 9   | Espérance             |  |  |
|  | A | Saïd Benrahma           | 10 agosto 1995    | 36  | 4   | Neom                  |  |  |
|  | A | Mohamed El Amine Amoura | 9 maggio 2000     | 33  | 13  | Wolfsburg             |  |  |
|  | A | Amine Gouiri            | 16 febbraio 2000  | 14  | 6   | Olympique Marsiglia   |  |  |
|  | A | Anis Hadj Moussa        | 11 febbraio 2002  | 3   | 0   | Feyenoord             |  |  |
|  | A | Amin Chiakha            | 12 marzo 2006     | 2   | 0   | Copenaghen            |  |  |

## Record individuali
Dati aggiornati al 10 giugno 2025.
- I giocatori in grassetto sono ancora attivi in nazionale.

| Posizione | Giocatore           | Presenze | Reti | Periodo   |
| --------- | ------------------- | -------- | ---- | --------- |
| 1         | Aissa Mandi         | 106      | 7    | 2014-     |
| 2         | Islam Slimani       | 103      | 47   | 2012-     |
| 2         | Riyad Mahrez        | 103      | 32   | 2014-     |
| 4         | Lakhdar Belloumi    | 101      | 27   | 1978-1989 |
| 5         | Rais M'Bohli        | 96       | 0    | 2010-2022 |
| 6         | Rabah Madjer        | 86       | 28   | 1978-1992 |
| 7         | Sofiane Feghouli    | 83       | 19   | 2012-     |
| 8         | Billel Dziri        | 81       | 9    | 1992-2005 |
| 9         | Abdelhafid Tasfaout | 80       | 34   | 1990-2002 |
| 10        | Djamel Menad        | 79       | 25   | 1980-1995 |
| 10        | Baghdad Bounedjah   | 79       | 32   | 2013-     |

| Posizione | Giocatore           | Reti | Presenze | Periodo   |
| --------- | ------------------- | ---- | -------- | --------- |
| 1         | Islam Slimani       | 47   | 103      | 2012-     |
| 2         | Abdelhafid Tasfaout | 34   | 80       | 1990-2002 |
| 3         | Riyad Mahrez        | 32   | 101      | 2014-     |
| 3         | Baghdad Bounedjah   | 32   | 78       | 2013-     |
| 5         | Rabah Madjer        | 29   | 86       | 1978-1992 |
| 6         | Lakhdar Belloumi    | 27   | 100      | 1978-1989 |
| 7         | Djamel Menad        | 25   | 79       | 1980-1995 |
| 8         | Hillal Soudani      | 24   | 57       | 2011-2021 |
| 9         | Sofiane Feghouli    | 19   | 83       | 2012-     |
| 9         | Tedj Bensaoula      | 19   | 50       | 1979-1986 |